# Artur Stopka
Artur Stopka (ur. 16 lipca 1959 w Tychach) – ksiądz katolicki, dziennikarz.

## Życiorys
Ukończył Wyższe Śląskie Seminarium Duchowne w Katowicach i podyplomowe studia dziennikarskie na Uniwersytecie Warszawskim. 13 maja 1989 przyjął święcenia kapłańskie. Od  września 1992 do 30 października 2008 był redaktorem "Gościa Niedzielnego", w którym pełnił funkcje kierownika działu religijnego (1992-1999) oraz szefa edycji katowickiej (listopad 2000 - wrzesień 2001). W 2001 stworzył portal Wiara.pl (początkowo jako wiara.hoga.pl, od 24 grudnia 2002 pod obecna nazwą), którego został redaktorem naczelnym. Za działalność w portalu otrzymał w 2003 nagrodę Stowarzyszenia Dziennikarzy Polskich im. Marka Cara. Przez ponad piętnaście lat w Polskim Radiu Katowice wygłaszał rozważania na temat ewangelii z danego dnia. W latach 2007–2014 wspólnie z Piotrem Czakańskim prowadził w radiu eM program "Siedem dni w internecie". Ma tam również cotygodniowy felieton. Od 1 listopada 2008 do 31 stycznia 2009 pracował w Katolickiej Agencji Informacyjnej, odpowiadając za jej serwis internetowy ekai.pl. W latach 2009–2011 pełnił funkcję rzecznika archidiecezji katowickiej.